# Campionati mondiali juniores di sci alpino 1982
I Campionati mondiali juniores di sci alpino 1982, prima edizione della manifestazione organizzata dalla Federazione Internazionale Sci, si svolsero in Francia, ad Auron, dal 4 al 7 marzo; il programma incluse gare di discesa libera, slalom gigante, slalom speciale e combinata, sia maschili sia femminili. Fu la prima volta in cui la massima competizione giovanile di sci alpino, fino ad allora rappresentata dagli Europei juniores, fu estesa a livello mondiale.

## Risultati

### Uomini

#### Discesa libera
| Pos. | Atleta             | Nazione        | Tempo   |
| ---- | ------------------ | -------------- | ------- |
| 1    | Franck Piccard     | Francia        | 1:36,11 |
| 2    | Harald Krenn       | Austria        | 1:36,80 |
| 3    | Guido Hinterseer   | Austria        | 1:37,23 |
| 4    | Walter Hölzler     | Germania Ovest | 1:37,29 |
| 5    | Günther Mader      | Austria        | 1:37,63 |
| 6    | Michael Plöchinger | Svizzera       | 1:37,65 |
| 7    | Mario Scandarzan   | Italia         | 1:37,83 |
| 8    | Günther Marxer     | Liechtenstein  | 1:37,93 |
| 9    | Luc Alphand        | Francia        | 1:38,00 |
| 10   | Hannes Zehentner   | Germania Ovest | 1:38,30 |

Data: 4 marzo

#### Slalom gigante
| Pos. | Atleta           | Nazione    | Tempo   |
| ---- | ---------------- | ---------- | ------- |
| 1    | Günther Mader    | Austria    | 2:24,67 |
| 2    | Guido Hinterseer | Austria    | 2:25,06 |
| 3    | Johan Wallner    | Svezia     | 2:25,99 |
| 4    | Rok Petrovič     | Jugoslavia | 2:26,32 |
| 5    | Tomaž Čižman     | Jugoslavia | 2:27,49 |
| 6    | Jürgen Grabher   | Austria    | 2:27,55 |
| 7    | Konrad Walk      | Austria    | 2:27,64 |
| 8    | Gerhard Lieb     | Austria    | 2:27,91 |
| 9    | Jože Lavtižar    | Jugoslavia | 2:28,63 |
| 10   | Luka Knifič      | Jugoslavia | 2:29,02 |

Data: 6 marzo

#### Slalom speciale
| Pos. | Atleta           | Nazione          | Tempo   |
| ---- | ---------------- | ---------------- | ------- |
| 1    | Johan Wallner    | Svezia           | 1:27,89 |
| 2    | Oswald Tötsch    | Italia           | 1:28,66 |
| 3    | Guido Hinterseer | Austria          | 1:28,78 |
| 4    | Uroš Peternel    | Jugoslavia       | 1:29,14 |
| 5    | Tomaž Čižman     | Jugoslavia       | 1:29,57 |
| 6    | Mats Ericson     | Svezia           | 1:29,91 |
| 7    | Leonid Mel'nikov | Unione Sovietica | 1:29,93 |
| 8    | Jürgen Grabher   | Austria          | 1:30,12 |
| 9    | Franck Pons      | Francia          | 1:30,15 |
| 10   | Franck Piccard   | Francia          | 1:30,30 |

Data: 7 marzo

#### Combinata
| Pos. | Atleta             | Nazione          |
| ---- | ------------------ | ---------------- |
| 1    | Guido Hinterseer   | Austria          |
| 2    | Jürgen Grabher     | Austria          |
| 3    | Tomaž Čižman       | Jugoslavia       |
| 4    | Uroš Peternel      | Jugoslavia       |
| 5    | Konrad Walk        | Austria          |
| 6    | Christophe Berra   | Svizzera         |
| 7    | Christophe Wachter | Svizzera         |
| 8    | Aleksej Bogdanov   | Unione Sovietica |
| 9    | Terry Delliquadri  | Stati Uniti      |
| 10   | Richard Scibird    | Stati Uniti      |

Data: 4-7 marzo

Classifica stilata attraverso i piazzamenti ottenuti
in discesa libera, slalom gigante e slalom speciale

### Donne

#### Discesa libera
| Pos. | Atleta            | Nazione        | Tempo   |
| ---- | ----------------- | -------------- | ------- |
| 1    | Catherine Quittet | Francia        | 1:40,53 |
| 2    | Chantal Hudry     | Francia        | 1:40,66 |
| 3    | Carole Merle      | Francia        | 1:40,81 |
| 4    | Sylvia Eder       | Austria        | 1:41,21 |
| 5    | Hélène Barbier    | Francia        | 1:41,22 |
| 6    | Claudia Wernig    | Austria        | 1:41,84 |
| 6    | Sigrid Wolf       | Austria        | 1:41,84 |
| 8    | Linda Rocchetti   | Italia         | 1:41,90 |
| 9    | Paoletta Magoni   | Italia         | 1:42,07 |
| 10   | Sonja Stotz       | Germania Ovest | 1:42,16 |

Data: 4 marzo

#### Slalom gigante
| Pos. | Atleta                    | Nazione        | Tempo   |
| ---- | ------------------------- | -------------- | ------- |
| 1    | Michaela Gerg             | Germania Ovest | 2:25,82 |
| 2    | Andreja Leskovšek         | Jugoslavia     | 2:36,79 |
| 3    | Linda Rocchetti           | Italia         | 2:36,88 |
| 4    | Corinne Schmidhauser      | Svizzera       | 2:38,24 |
| 5    | Sonja Stotz               | Germania Ovest | 2:39,09 |
| 6    | Catherine Quittet         | Francia        | 2:39,19 |
| 7    | Paoletta Magoni           | Italia         | 2:39,33 |
| 8    | Sylvia Eder               | Austria        | 2:39,89 |
| 9    | Catharina Glassér-Bjerner | Svezia         | 2:39,94 |
| 10   | Sigrid Wolf               | Austria        | 2:41,04 |

Data: 5 marzo

#### Slalom speciale
| Pos. | Atleta                 | Nazione        | Tempo   |
| ---- | ---------------------- | -------------- | ------- |
| 1    | Andreja Leskovšek      | Jugoslavia     | 1:18,95 |
| 2    | Monika Hess            | Svizzera       | 1:19,12 |
| 3    | Minna Pelkonen         | Finlandia      | 1:19,36 |
| 3    | Alexandra Probst       | Austria        | 1:19,36 |
| 5    | Paoletta Magoni        | Italia         | 1:19,56 |
| 6    | Alenka Mavec           | Jugoslavia     | 1:20,02 |
| 7    | Sylvia Eder            | Austria        | 1:20,14 |
| 8    | Karin Unterseer        | Germania Ovest | 1:20,48 |
| 9    | Barbi Koprol           | Jugoslavia     | 1:20,55 |
| 10   | Christine von Grünigen | Svizzera       | 1:20,78 |

Data: 6 marzo

#### Combinata
| Pos. | Atleta            | Nazione          |
| ---- | ----------------- | ---------------- |
| 1    | Paoletta Magoni   | Italia           |
| 2    | Sylvia Eder       | Austria          |
| 3    | Linda Rocchetti   | Italia           |
| 4    | Andreja Leskovšek | Jugoslavia       |
| 5    | Sigrid Wolf       | Austria          |
| 6    | Anne Berge        | Norvegia         |
| 7    | Wilma Valt        | Italia           |
| 8    | Stina Esp         | Norvegia         |
| 9    | Patrícia Petrová  | Cecoslovacchia   |
| 10   | Elena Kovaleva    | Unione Sovietica |

Data: 4-6 marzo

Classifica stilata attraverso i piazzamenti ottenuti
in discesa libera, slalom gigante e slalom speciale

## Medagliere per nazioni
| Pos. | Nazione        | Oro | Argento | Bronzo | Totale |
| ---- | -------------- | --- | ------- | ------ | ------ |
| 1    | Austria        | 2   | 4       | 3      | 9      |
| 2    | Francia        | 2   | 1       | 1      | 4      |
| 3    | Italia         | 1   | 1       | 2      | 4      |
| 4    | Jugoslavia     | 1   | 1       | 1      | 3      |
| 5    | Svezia         | 1   | 0       | 1      | 2      |
| 6    | Germania Ovest | 1   | 0       | 0      | 1      |
| 7    | Svizzera       | 0   | 1       | 0      | 1      |